# چاه رستم
 چاه رستمنام یکی از روستاهای استان فارس و شهرستان خنج است. 
پیشهٔ عمده مردم این روستا کشاورزی و دامداری است.  تعداد چند  حلقه چاه در روستا وجود دارد که ازآب‌های آنها برای  امور کشاورزی استفاده می‌شود.
آب چاه‌ها   حداکثر قابلیت کشت جو و گندم, کنجد, پنبه, جو، هندوانه  و به صورت نادر برخی دیگر از صیفی جات    و نخل خرما  را دارند. گز به همراه است.